# Аннинський монетний двір

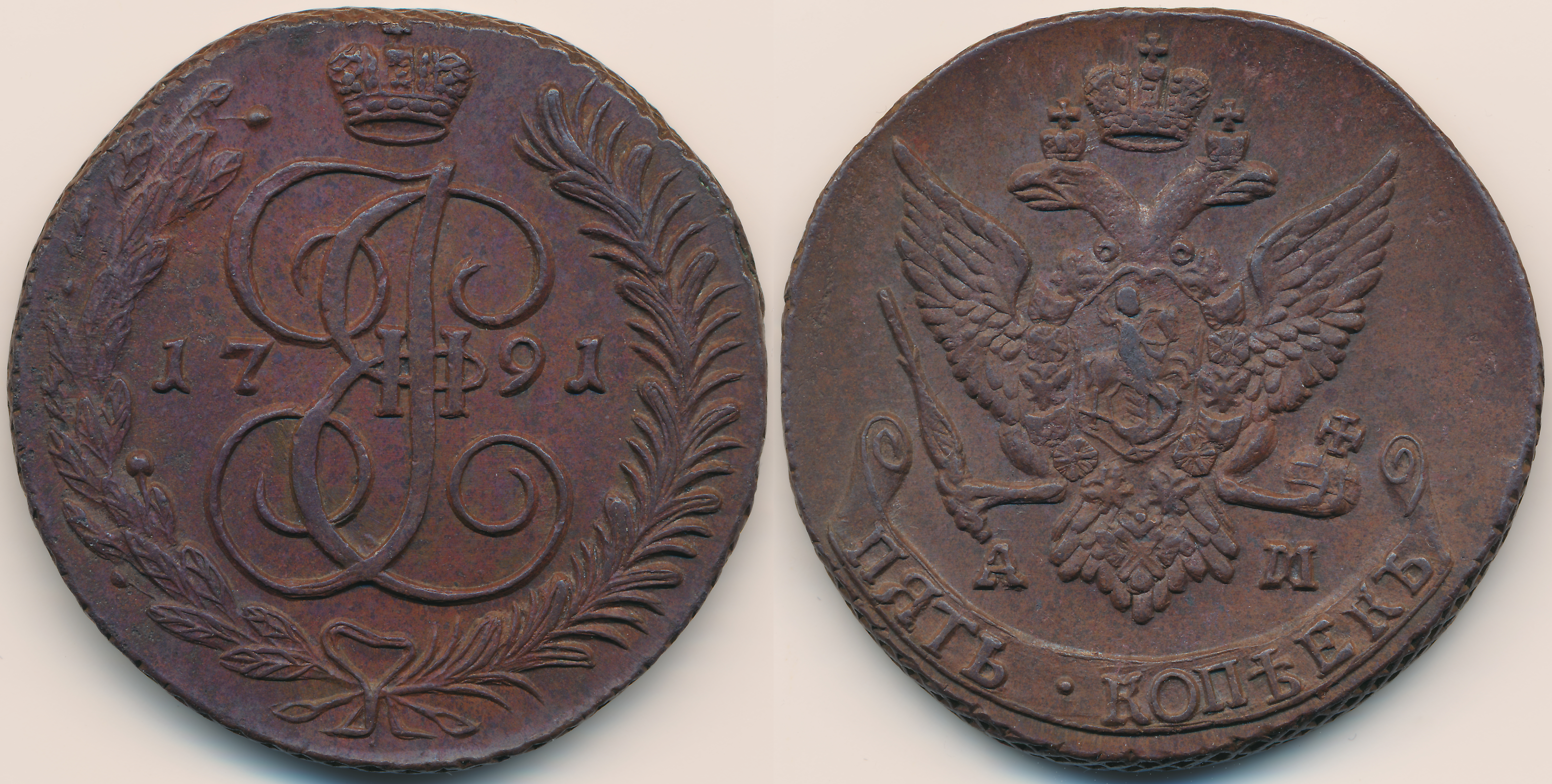
Монета номіналом 5 копійок, викарбувана в 1791 році на Аннинському монетному дворі

А́ннинський моне́тний двір (рос. Аннинский монетный двор) — монетний двір Російської імперії в селі Аннинське Пермської губернії. Працював з 1789 по 1798 роки.
Двір був створений на базі Бабкінського мідеплавильного заводу. Карбував мідні монети різних номіналів, брав участь у масовому перекарбовуванні мідних монет у 1796 році та у зворотному перекарбовуванні цих монет; зворотне перекарбовування проводив раніше виготовленими штемпелями з власним позначенням АМ — аннинська монета.

## Раритети
Однією найрідкісніших і найдорожчих монет Аннинського монетного двору є мідна однокопійчана монета 1790 року. Згідно з «Корпусом російських монет» великого князя Георгія Михайловича, в 1790 році Аннинський монетний двір випустив однокопійчаних монет на загальну суму всього 56 рублів, тобто 5600 штук.